# Oleg Konstantinowitsch Popow

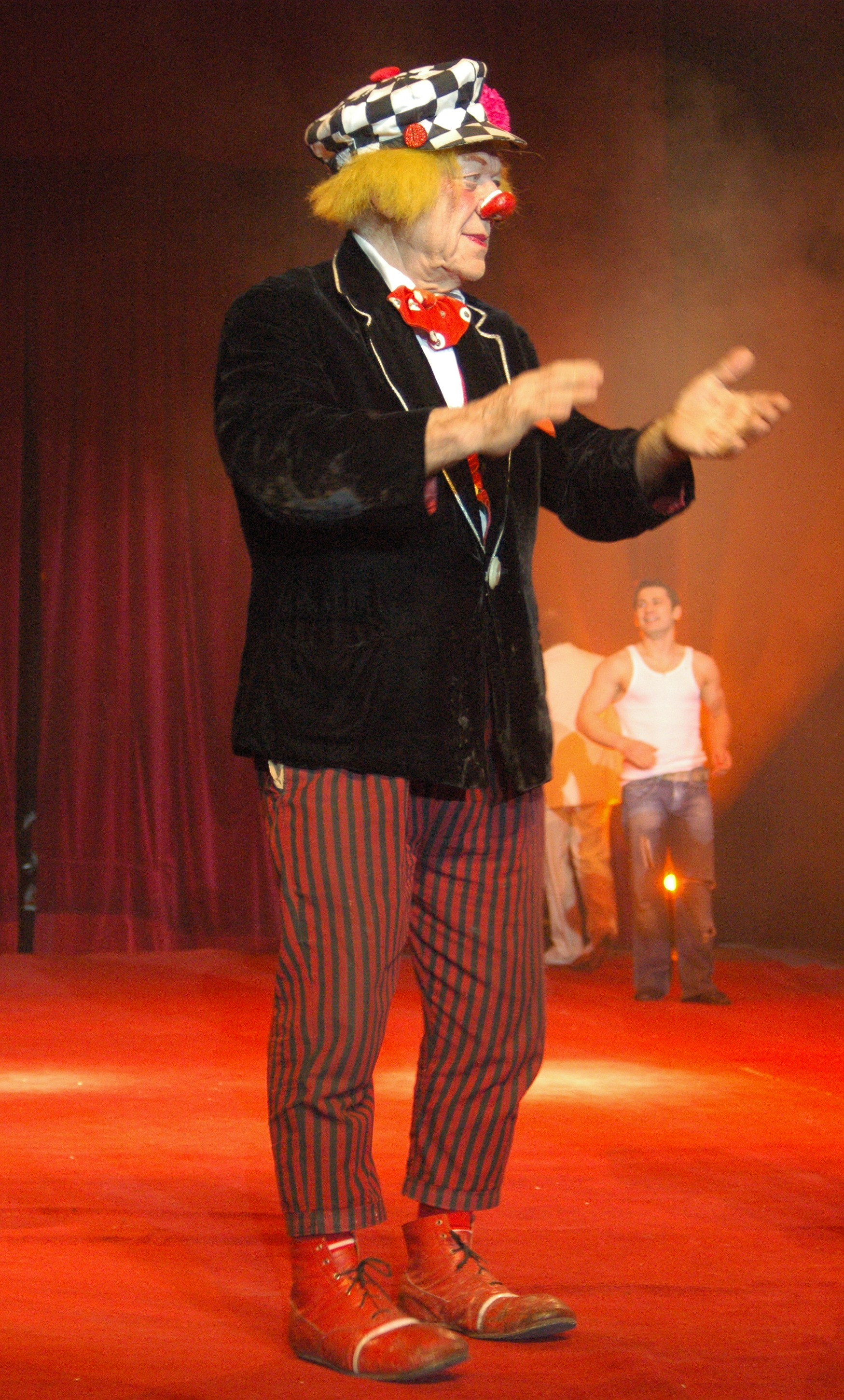
Oleg Popow mit dem Russischen Staatscircus in Worms (2009)

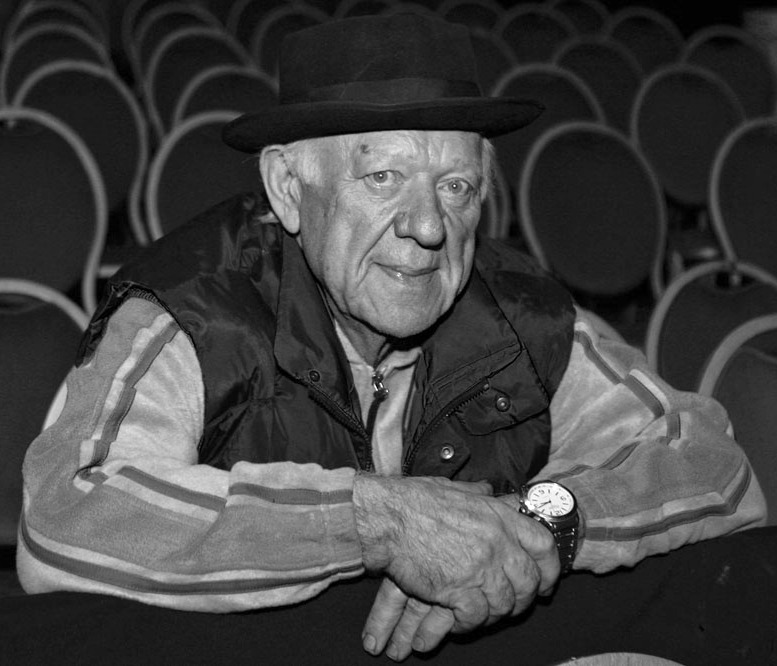
Oleg Konstantinowitsch Popow ungeschminkt (undatiert)

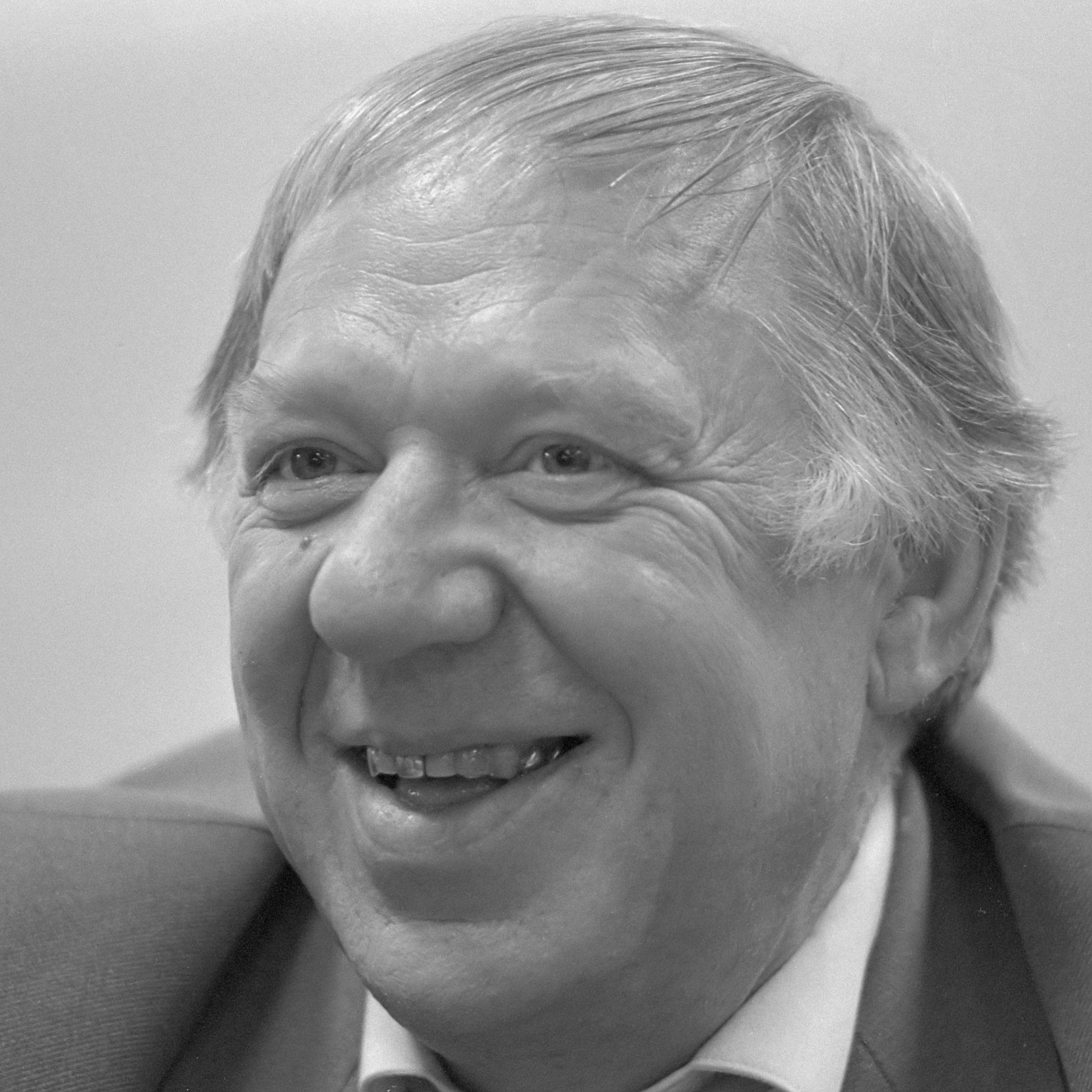
Oleg Popow, 1989

Oleg Konstantinowitsch Popow (russisch Олег Константинович Попов, wiss. Transliteration Oleg Konstantinovič Popov; * 31. Juli 1930 in Wirubowo bei Kunzewo, Oblast Moskau; † 2. November 2016 in Rostow am Don) war ein russischer Clown und Pantomime. Er galt als einer der letzten großen Zirkusclowns von Weltrang.

## Leben
Popow wurde 1930 in einem Vorort von Moskau geboren und wuchs in bürgerlichen Verhältnissen auf. Sein Vater – von Beruf Uhrmacher – wurde 1941 wegen angeblicher „Missachtung“ des Sowjetdiktators Josef Stalin verhaftet und starb im Gefängnis. Die Zeit des Zweiten Weltkrieges war für den jungen Popow und seine Mutter von Mangel geprägt. Oft war das Essen knapp. Um über die Runden zu kommen, musste er bereits früh mit anpacken.
Nach einigen Aushilfsjobs begann er im Alter von zwölf Jahren eine Lehre zum Schlosser bei der Prawda der Parteizeitung der KPdSU. Diese hatte eine Jugendsportgruppe, in die Popow 1944 eintrat. Als Mitglied dieser Gruppe nahm er als Vierzehnjähriger an einer Sportveranstaltung teil, bei der auch der Direktor des Moskauer Staatszirkus anwesend war. Er bemerkte Popows Talent und bot ihm einen Platz an der renommierten Staatsschule für Zirkuskunst in Moskau. Ein bis zu zehnstündiges tägliches Training an der Staatsschule für Zirkuskunst folgte. Dort war sein Spezialfach Drahtseil-Jongleur. 1951 trat er zum ersten Mal als Clown auf. 1955 bekam er sein erstes Engagement am Moskauer Staatszirkus.
Er behauptete sich und erlangte Weltruhm. Popow trat im Kostüm des russischen Iwanuschka auf, einer Figur, die etwa dem deutschen Hans im Glück entspricht: karierte Sportmütze, schwarzes Samtjäckchen, dunkel gestreifte, zu kurze Hose, kleines Stöckchen, rote Socken, vorne ganz spitze Schuhe und nur mit wenigen Schminktupfen im Gesicht. Popow war ein meisterhafter Seiltänzer und Jongleur.
1952 heiratete er Alexandra, eine Geigerin des Zirkusorchesters. Aus der Ehe ging Olga, sein einziges Kind, hervor. Während er in Marburg auftrat, erlag seine Frau im April 1990 in Moskau ihrer schweren Krebserkrankung. In der Umbruchzeit des Untergangs der Sowjetunion verlor er seine Ersparnisse. Auch sein Traum, Zirkusdirektor des Staatszirkus zu werden, platzte. 1991 zog er von Russland enttäuscht nach Deutschland. Bundeskanzler Helmut Kohl bot ihm die deutsche Staatsbürgerschaft an. Popow lehnte dies ab und sagte dazu: „Ich leide mit Russland“. Er lernte 1991 die 32 Jahre jüngere Deutsche Gabriela Lehmann kennen und heiratete diese am 1. September in Breda (Niederlande). Beide zogen auf einen Bauernhof nach Egloffstein (Franken). Er trat weiter als Clown auf. 21 Jahre besuchte er Russland nicht. Ab 2012 reiste er zu Gastauftritten nach Russland. Er starb während einer Tournee im Zirkuswohnheim von Rostow.
Vor der Überführung des Leichnams nach Deutschland konnten seine Fans am 7. November 2016 in Rostow am Don in einer öffentlichen Trauerfeier, zuerst im Zirkus, wo Popows letzter Auftritt vorgesehen war, sowie anschließend in der Rostower Kirche St. Johannes von Kronstadt Abschied nehmen. Nach der Entscheidung seiner Frau und seiner Tochter aus der ersten Ehe, die beide in Deutschland leben, wurde er am 9. November 2016 in Egloffstein gemäß seinem letzten Willen im Clownskostüm beigesetzt.

## Auszeichnungen
| Jahr | Auszeichnung |
| ---- | --- |
| 1956 | Verdienter Künstler der RSFSR |
| 1958 | Volkskünstler der RSFSR |
| 1980 | Lenin-Orden |
| 1980 | Orden des Roten Banners der Arbeit |
| 1981 | „Goldener Clown“ beim Internationalen Zirkusfestival von Monte Carlo. Fürstin Gracia Patrizia (Grace Kelly) überreichte ihm den „Oscar der Zirkuswelt“. |
| 1993 | Aufnahme in die Clown Hall of Fame |
| 1994 | Orden der Freundschaft |
| 2010 | Ehrenurkunde des Präsidenten der Russischen Föderation                                                                                                  |

## Filme

### Dokumentationen
- 1966: В городе клоун. Олег Попов в Ленинграде (dt.: Ein Clown ist in der Stadt, Oleg Popov in Leningrad).

### Kino & TV
- 1959: Kosolapyy Drug (dt.: Ein linkischer Freund)
- 1966: Posledniy zhulik (dt.: Der letzte Gauner)
- 1966: Ritter ohne Harnisch (Ritzar bez bronya)
- 1970: Die Abenteuer des gelben Köfferchens (Priklyucheniya zhyoltogo chemodanchika)
- 1970: Dve ulybki (dt.: Zweimal lächeln)
- 1971: Polchasa na chudesa
- 1972: Reiter ohne Kopf (Vsadnik bez golovy)
- 1972: Karnaval
- 1976: Der blaue Vogel (The Blue Bird)
- 1976: Vom Wolf und den pfiffigen Geisslein (Ma-ma)
- 1976: Vesyoloye snovideniye, ili smekh i slyozy (dt.: Lustiger Traum oder Lachen und Tränen)
- 1987: Hunde-Theater (Free Admittance) (Postoronnim vkhod razreshyon)

## Werke
- Ma vie de Clown. Stock, Paris 1968 OCLC 3080061 (französisch).
- Russian Clown. Macdonald, London 1970, ISBN 978-0-356-02940-5 (englisch).
- Mein Hund Mischka, illustriert von Carolin Gaiser, aus dem Russisch übersetzt von Gabriele Popov, Mayer, Stuttgart/Berlin 1997, ISBN 3-932386-04-3.
- mit Melle van der Velde, Alexander Kalmykov: Popov – Mijn Leven Als Clown. Lannoo Uitgeverij, Tielt 2006, ISBN 978-90-209-6521-6 (Autobiografie, niederländisch).